# Carimate
Carimate is een gemeente in de Italiaanse provincie Como (regio Lombardije) en telt 4074 inwoners (31-12-2004). De oppervlakte bedraagt 5,2 km², de bevolkingsdichtheid is 760 inwoners per km².
De volgende frazioni maken deel uit van de gemeente: Cascina Valle-Stazione di Carimate en Montesolaro.

## Demografie
Carimate telt ongeveer 1543 huishoudens. Het aantal inwoners steeg in de periode 1991-2001 met 9,7% volgens cijfers uit de tienjaarlijkse volkstellingen van ISTAT.
| Jaar | Inwoneraantal |
| ---- | ------------- |
| 1991 | 3469          |
| 2001 | 3805          |

## Geografie
Carimate grenst aan de volgende gemeenten: Cantù, Cermenate, Figino Serenza, Lentate sul Seveso (MI), Novedrate.

## Externe link

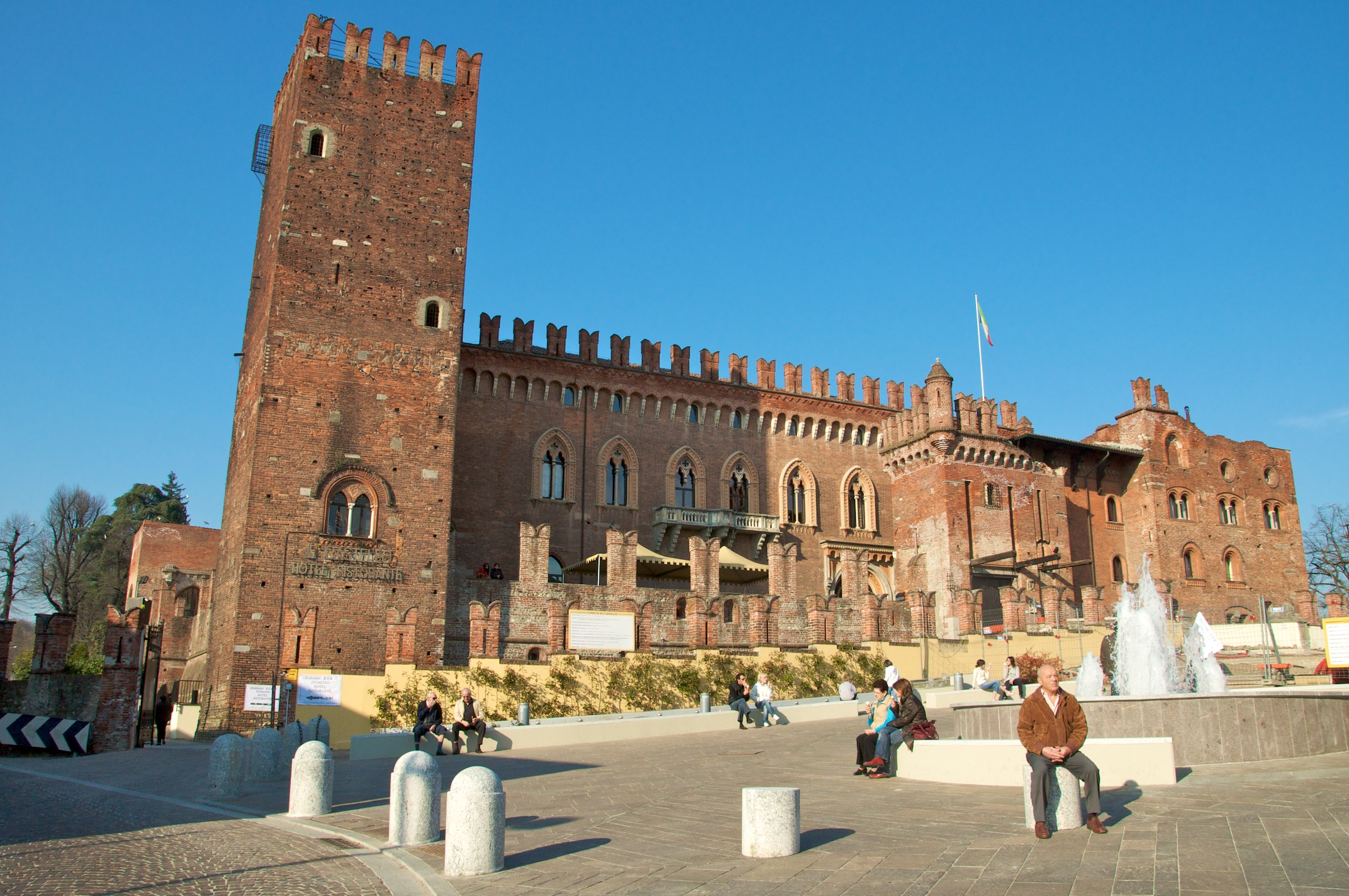
Kasteel